# 柳別奇會議
柳別奇會議，是1097年在柳別奇（現位處乌克兰切爾尼戈夫州內）舉行，基辅罗斯最負史冊意義的王爵級會議之一。該次會晤，是結束了切爾尼戈夫繼承權之戰（1093–1097），該衝突牽涉斯维亚托波尔克二世·伊贾斯拉维奇、弗拉基米尔·莫诺马赫和為父親斯维亚托斯拉夫二世·雅罗斯拉维奇遺產而戰的奥列格·斯维亚托斯拉维奇。

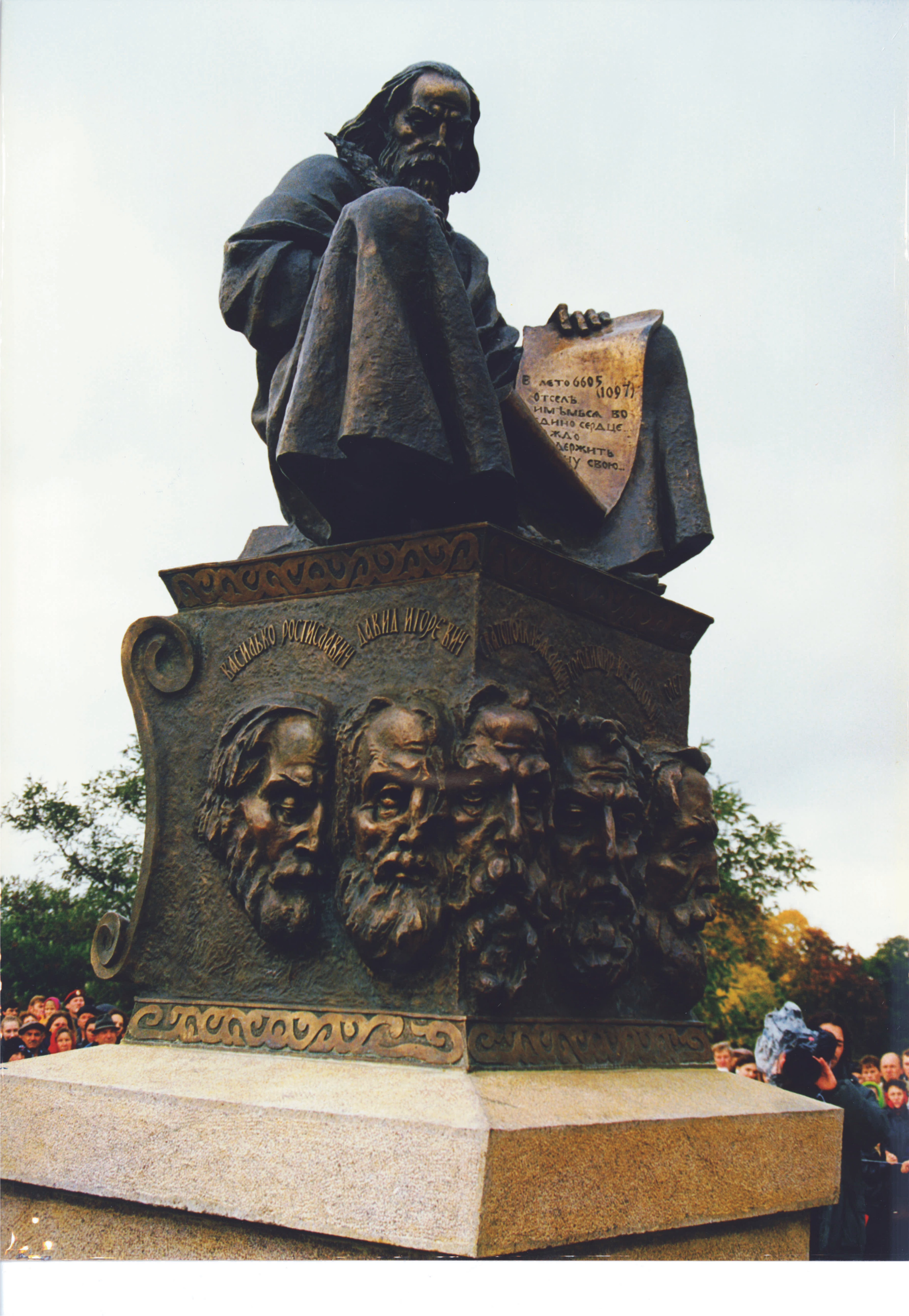
位處柳別奇有關該事件的紀念碑 (1997年建立)

作為會議的成果，基輔羅斯內的每個王公都被授予自有等同於世襲領地的公國。
該次會議，由弗拉基米爾·莫諾馬赫發起，有召集斯維亞托波爾克二世·伊賈斯拉維奇、瓦西爾科·羅斯季斯拉維奇、戴維德·斯維亞托斯拉維奇 、奥列格·斯维亚托斯拉维奇及其他羅斯王公與會。會議旨在制止切爾尼戈夫繼承權之戰，安撫人民，並有意提出一個聯合對抗波洛夫齐人（库曼人）的戰略陣線。這是導致到基辅罗斯於王公間層面產生分立，令他們的直屬家系得以繼承他們的地位。這些是打破了在基輔羅斯既已沿用兩個世紀的顺序制。 
該次會議商定所分配/確認的諸公國有以下： 
- 斯维亚托波尔克二世獲基辅、图罗夫、平斯克以及大公頭銜。
- 弗拉基米尔二世莫诺马赫獲佩列亚斯拉夫、罗斯托夫-苏兹达尔領土、斯摩棱斯克和贝卢泽罗。其子姆斯季斯拉夫獲大诺夫哥罗德。
- 奥列格、戴维德和雅羅斯拉夫都是斯維亞托斯拉夫二世（基輔大公，1073-1076年）的兒子，他們獲得切尔尼吉夫、特穆塔拉坎、梁赞和穆罗姆。

對於剩餘的次等王公有以下： 
- 大衛·伊戈列維奇獲弗拉基米尔 。
- 沃洛達爾·羅斯蒂斯拉維奇（英语：Volodar of Peremyshl） – 普热梅希尔 。
- 瓦西爾科·羅斯季斯拉維奇 – 泰雷博夫利亚。

這個變化是有效地建立起在基輔羅斯的封建制度。 阻止了切尔尼戈夫的爭鬥，但觀察所見並非完美解決。 1113年斯維亞托波爾克離世後，基輔市民發起反叛，召喚莫諾馬赫登上王位。然而，新的政制容許到其他公國鞏固他們自己的權力、並發展出具實力的地域中心：最著名者有加利西亚-沃尔希尼亚和弗拉基米尔-苏兹达尔。隨後1100年8月10日又在维塔奇夫（基辅附近）舉行了另一場會談，被称为烏維蒂奇會議。 